# Оса (Волынская область)
Оса (укр. Оса) — село в Турийской поселковой общине Ковельского района Волынской области Украины.
До 2020 года входило в Турийский район.
Расположено на правом берегу реки Турья (приток Припяти).
Код КОАТУУ — 0725580402. Население по переписи 2001 года составляет 249 человек. Почтовый индекс — 44843. Телефонный код — 3363. Занимает площадь 1,954 км².
Достопримечательность села — Михайловская церковь, образец деревянной церковной архитектуры Волыни. Построена в 1772 г. (по другим данным в 1778 г.).